# Mundochthonius rossi
Espèce
Mundochthonius rossi est une espèce de pseudoscorpions de la famille des Chthoniidae.

## Distribution
Cette espèce se rencontre aux États-Unis en Illinois, en Iowa,  au Wisconsin et au Dakota du Nord et au Canada au Manitoba,,.

## Description
Les mâles mesurent de 1,05 à 1,2 mm et les femelles de 1,08 à 1,2 mm.

## Publication originale
- Hoff, 1949 : The pseudoscorpions of Illinois. Bulletin of the Illinois Natural History Survey, vol. 24, p. 407-498 (texte intégral).